# Union pour la solidarité de Taïwan
Pour les articles homonymes, voir Tsu (homonymie).
 (juin 2018).
Si vous disposez d'ouvrages ou d'articles de référence ou si vous connaissez des sites web de qualité traitant du thème abordé ici, merci de compléter l'article en donnant les références utiles à sa vérifiabilité et en les liant à la section « Notes et références ».
L'Union pour la solidarité de Taïwan (ou TSU pour Taiwan Solidarity Union) (chinois : 台灣團結聯盟, pinyin : Táiwān túanjíe líanméng) est un parti politique taïwanais qui défend l'indépendance de Taïwan. Au contraire du Parti démocrate progressiste, son plus important partenaire au sein de la coalition pan-verte, le TSU milite activement pour la création de jure de la République de Taïwan. Il a été fondé officiellement le 24 juillet 2001 et est considéré comme appartenant à la coalition pan-verte. Il participe à la fondation de l'Alliance Formose en 2018.